# Thalia Zedek
Thalia Zedek (Washington D. C., 26 de septiembre de 1961) es una cantante y guitarrista estadounidense.

## Biografía
Zedek creció en el área metropolitana de Washington D. C., habiendo estudiado en Springbrook High School en Maryland, donde tocaba el clarinete en la banda musical bajo la dirección de Charles Sickafus. La fase inicial del punk (alrededor de 1977), en particular Patti Smith influenció fuertemente la formación de la estética musical de Zedek cuando ella ya estaba en el final de su adolescencia. Todavía en el colegio, viajó con su hermano, Dan Zedek (actualmente director editorial de design en el Boston Globe), Nueva York para asistir a un concierto de Patti Smith.
Zedek se mudó a Boston en 1979, donde estudió en la Universidad de Boston durante un semestre antes de decidir seguir una carrera musical. Su primera banda, el grupo formado exclusivamente por chicas White Woman, se separó después de algunos años y ella formó Dangerous Birds. Esa banda tuvo un poco más de éxito y grabó un sencillo - Smiling Face (Do You Recognize Me) - que llegó a ser programado en radios universitarias y comerciales alternativas; pero Zedek quería un sonido más violento en contraste con el estilo "pop femenino" de sus compañeras de banda. Su proyecto posterior, Uzi, siguió ese objetivo, publicando el EP Sleep Asylum. Ese EP está caracterizado por letras evasivas aunque amenazadoras evasivas sobre sutiles y lúgubres pistas instrumentales que unen densas y vigorosas camadas melancólicas de arreglos de guitarra, combinadas con sintetizador y efectos de grabación. Pero, a pesar de parecer prometedor, el grupo Uzi terminó debido a tensiones entre Zedek y el batería Danny Lee.
A continuación tomó el papel de vocalista de la banda de Nueva-York Live Skull que ya estaba bien establecida. Mientras el álbum Dusted, el primero editado con su colaboración, refleja una intensa sinergia entre el estilo vocal de Zedek y la complejidad instrumental histriónica del Live Skull, el trabajo siguiente Positraction tuvo dificultades y Live Skull también se separó, debido a conflictos en 1990. En esa época Zedek sufrió problemas como consecuencia de la dependencia de la heroína. Motivada a intentar librarse de la adicción, volvió a Boston y encontró el apoyo de amigos. Luego formaría Come con el exbatería de la banda Codeine, Chris Brokaw. Es con esta banda donde tuvo sus mayores éxitos, lanzando cuatro álbumes antes de la disolución del grupo en 2001. Ese mismo año, también grabó Been Here And Gone, su primer proyecto solista. Zedek fue participó en la gira 1998 Suffragette Sessions, organizada por las Indigo Girls.
A pesar del limitado éxito comercial, Zedek ha sido ampliamente aclamada por la crítica durante su carrera y dentro de la esfera del indie-rock tiene considerable influencia, particularmente en la prolífica escena independiente de Boston que ya generó muchos artistas notables.

## Discografía

### Álbumes
- Live at Tonic, NYC 1/16/2000
- Been Here And Gone, 2001
- hell is in hello, 2004
- Trust Not Those in Whom Without Some Touch Of Madness, 2004
- The Nature of Drones, 2005

### EP
- You're a Big Girl Now, 2002